# Stidia
Stidia là một đô thị thuộc tỉnh Mostaganem, Algérie. Dân số thời điểm năm 2002 là 10.688 người.